# Gmina Budry
Die Gmina Budry ist eine Landgemeinde im Powiat Węgorzewski der Woiwodschaft Ermland-Masuren in Polen. Ihr Sitz ist das gleichnamige Dorf (deutsch Buddern) mit etwa 400 Einwohnern.

## Geographie

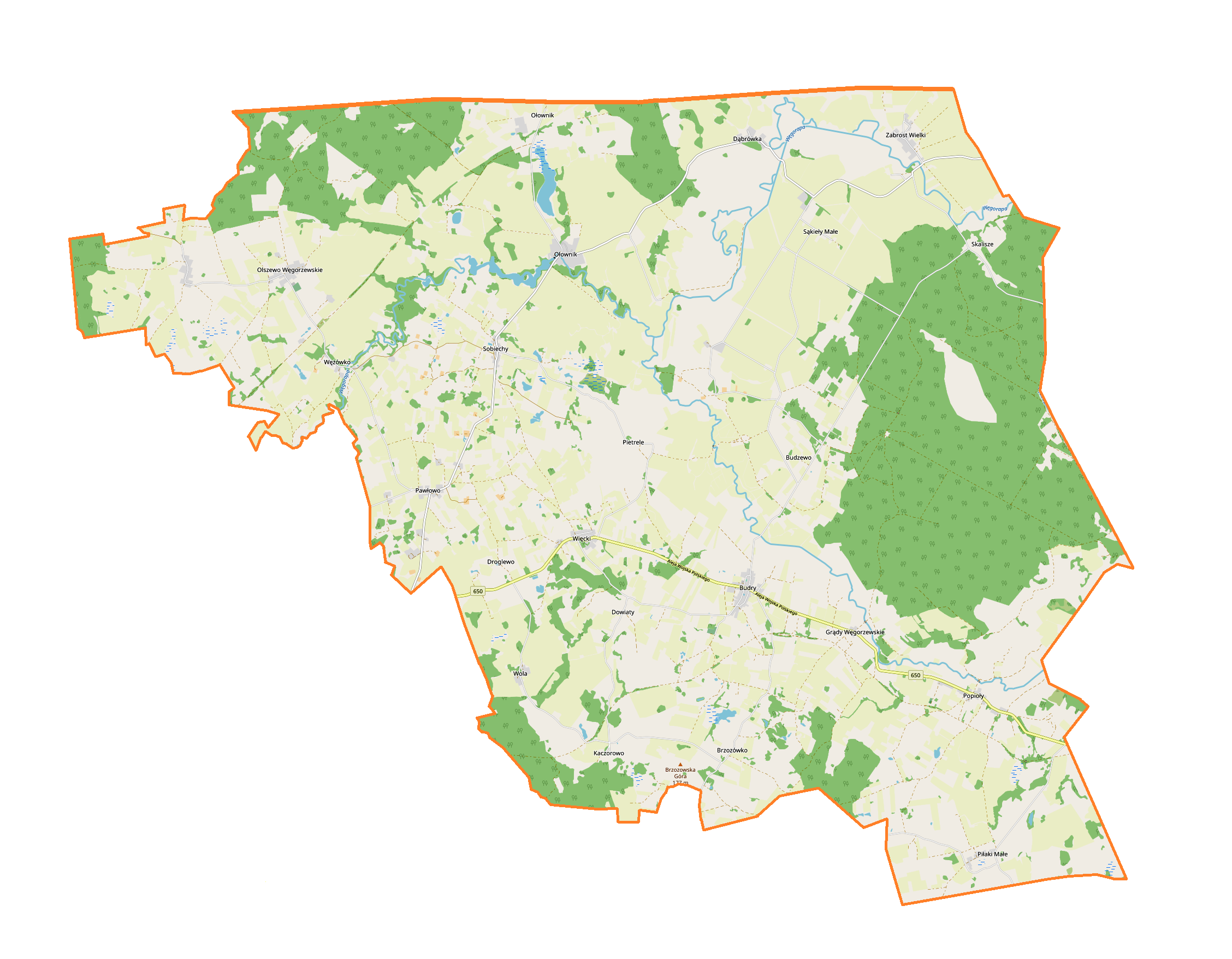
Karte der Landgemeinde

Die Gemeinde mit einer Fläche von 175 km² liegt im Nordosten der Woiwodschaft Ermland-Masuren. Nachbargemeinden sind die russische Landgemeinde Nowostrojewo (Oblast Kaliningrad) im Norden, Banie Mazurskie im Osten, Pozezdrze im Süden und Węgorzewo im Westen. Die Kreisstadt Węgorzewo (Angerburg) ist fünf Kilometer entfernt. 
Vom Gemeindegebiet werden 70 Prozent land- und 20 Prozent forstwirtschaftlich genutzt. Das Gebiet ist reich an einer Vielzahl sehr kleiner Seen. Zu den Fließgewässern gehört die 172 Kilometer lange Węgorapa (Angerapp, russisch Анграпа Angrapa).

## Geschichte
Die Landgemeinde wurde von 1954 bis 1972 aufgelöst und in Gromadas unterteilt. Das Gebiet gehörte von 1946 bis 1975 zur Woiwodschaft Olsztyn und von 1975 bis 1998 zur Woiwodschaft Suwałki. Die Woiwodschaft Ermland-Masuren wurde 1999 gegründet. Danach gehörte die Gemeinde bis 2001 zum Powiat Giżycki.

## Gliederung
Zur Landgemeinde Budry gehören 16 Dörfer (deutsche Namen bis 1945) mit einem Schulzenamt (sołectwo):
- Brzozówko (Brosowken, 1938–1945 Birkenhöhe)
- Budry (Buddern)
- Budzewo (Groß Budschen)
- Góry (Gurren)
- Grądy Węgorzewskie (Gronden)
- Olszewo Węgorzewskie (Olschöwen, 1938–1945 Kanitz)
- Ołownik (Launingken, 1938–1945 Sanden)
- Pawłowo (Paulswalde)
- Piłaki Małe (Klein Pillacken, 1923–1945 Lindenwiese)
- Popioły (Popiollen, 1938–1945 Albrechtswiesen)
- Sąkieły Małe (Klein Sunkeln)
- Sobiechy (Sobiechen, 1938–1945 Salpen)
- Wężówko (Wensowken, 1938–1945 Wensen)
- Więcki (Wenzken)
- Wola (Freyhof)
- Zabrost Wielki (Groß Sobrost)

Kleinere Ortschaften der Gemeinde sind:
- Bogumiły (Amalienhof)
- Dąbrówka (Dombrowken, 1938–1945 Eibenburg)
- Dowiaty (Dowiaten)
- Droglewo (Karlshof)
- Koźlak (Wilhelmshöh)
- Jurgucie (Jurgutschen, 1938–1945 Jürgenshof)
- Kaczorowo (Waldhof)
- Maryszki (Marienwalde)
- Mniszki (Nonnenberg)
- Ołownik (osada)
- Pietrele (Pietrellen, 1938–1945 Treugenfließ)
- Piotrówko (Petersberg)
- Pochwałki (Sandenfelde)
- Skalisze (Skallischen, 1938–1945 Altheide)
- Wydutki (Storchenberg)

## Verkehr
Budry liegt im Kreuzungspunkt zweier Durchgangsstraßen:
Die Woiwodschaftsstraße DW650 (ehemalige deutsche Reichsstraße 136) führt von Kętrzyn (Rastenburg) im Westen über Węgorzewo (Angerburg) nach Gołdap (Goldap) im Osten.
Der nächste internationale Flughafen ist Danzig. – Es besteht kein Bahnanschluss mehr.